# Ángel Bossio
Ángel Bossio (Buenos Aires, 5 de maio de 1905 — Avellaneda, 31 de agosto de 1978) foi um futebolista argentino, que atuou como goleiro, e ganhou a medalha de prata nos Jogos Olímpicos de Verão de 1928.

## Carreira
Bossio, apelidado de la maravilla elástica (A maravilha elástica) inicia a sua trajetória futebolística no Talleres R.E., clube de pequeno porte de seu país, nos anos 20, antes de ir para as fileiras do River Plate em 1931, quando a equipe Millionaria preparava a sua inesquecível máquina.
Entre 1927 e 1935 joga 21 partidas defendendo a seleção argentina, participando além da Copa do Mundo de 1930 do torneio olímpico de futebol de 1928, em ambas as ocasiões os argentinos foram derrotados na final pelos vizinhos e eternos rivais uruguaios. Mas foi campeão da Copa América de 1927 e 1929.
Durante a Copa de 1930, Bossio disputa os três primeiros jogos até ceder a posição a Juan Botasso.